# Máy bay cánh cố định
Máy bay có cánh cố định là một loại máy bay có khả năng bay bằng cách sử dụng cánh tạo ra lực nâng được tạo ra bởi sự chuyển dịch về phía trước nhờ động cơ đẩy và hình dạng của cánh máy bay. Máy bay cánh cố định được phân biệt với máy bay có cánh quay, trong đó các cánh tạo thành một cánh quạt gắn trên một trục quay, và cánh vẫy, trong đó cánh vỗ theo cách tương tự như một con chim.
Máy bay cánh cố định lượn, bao gồm cả tàu lượn bay tự do bay các loại và diều có buộc dây, có thể sử dụng không khí để di chuyển lên cao. Máy bay cánh cố định có động cơ nhận được lực đẩy về về phía trước từ một động cơ bao gồm dù lượn có động cơ, tàu lượn có động cơ và một số máy hiệu ứng mặt đất.
Các cánh của một máy bay cánh cố định không nhất thiết phải cứng nhắc; diều, tàu lượn, máy bay máy bay cánh cụp cánh xòe và máy bay sử dụng cánh cong vênh là tất cả các máy bay cánh cố định. Máy bay cánh cố định nhất được lái bởi một phi công trên máy bay, nhưng một số được thiết kế để điều khiển từ xa hoặc máy tính kiểm soát.